# Blanchardville
Blanchardville est un village des comtés de Lafayette et d'Iowa, dans l'État du Wisconsin, aux États-Unis. En 2020, il comptait une population de 807 habitants.